# منطقة الكويت الثقافية الوطنية
منطقة الكويت الثقافية الوطنية (بالإنجليزية: Kuwait National Cultural District)‏ هي منطقة ثقافية تقع ضمن مشروع تنمية مراكز الفنون والثقافة في دولة الكويت. بتكلفة تزيد عن مليار دولار أمريكي. ويعد هذا المشروع أحد أكبر الاستثمارات الثقافية في العالم في هذا القرن. تعد منطقة الكويت الثقافية الوطنية عضواً في شبكة الدوائر الثقافية العالمية.
تضم المنطقة ثلاث مجموعات ثقافية:
- الشاطئ الغربي: مركز الشيخ جابر الأحمد الثقافي وقصر السلام.
- الشاطئ الشرقي: مركز الشيخ عبدالله السالم الثقافي
- طرف مدينة الكويت: حديقة الشهيد وتوابعها مثل متحف هابيتات ومتحف التذكار.[4]

يحتوي مركز الشيخ جابر الأحمد الثقافي على أكبر دار للأوبرا في الشرق الأوسط. بينما يبلغ مساحة مركز الشيخ عبدالله السالم الثقافي ما يقارب 13 هكتار بمساحة إجمالية تبلغ 22000 متر مربع، مما يجعله أكبر مشروع للمتاحف في العالم. في الجهة المقابلة، تعتبر حديقة الشهيد أكبر حديقة حضرية في الكويت.